# أبو بكر الطهراني
أبو بكر الطهراني (الفارسية: ابوبکر طهرانی؛ توفي بعد عام 1481 م) كان سكرتيرًا إيرانيًا، خدم في عهد السلالات التيمورية، وقره قويونلو، وآق قويونلو في القرن الخامس عشر. خدم في البداية في الديوان الإقليمي للحاكم التيموري شاه روخ (حكم. 1405-1447 م)، حوّل الطهراني ولاءه إلى زعيم قره قويونلو الصاعد جهان شاه (حكم. 1438–1467 م)، الذين رافقهم في حملاته. ومع ذلك، مع سقوط قبيلة قره قويونلو وصعود زعيم قبيلة آق قويونلو أوزون حسن ( حكم. 1453–1478 )، انضم الطهراني في نهاية المطاف إلى الأخير في نيسان 1469 م، ليصبح أحد رفاقه المقربين. لعب دورًا مؤثرًا في مراسلات آق قويونلو، وأصبح أيضًا مؤرخًا لبلاطهم، وقام بتأليف كتاب الديار البكرية في عام 1473/4، وهو الحساب الرئيس التاريخي لقره قويونلو وآق قويونلو. آخر ذكر لطهراني كان في عام 1481، ومن المرجح أنه توفي بعد ذلك بفترة ليست طويلة.

## الخلفية
ما هو غير معروف عن حياته لا يمكن العثور عليه إلا في كتابه "كتاب ديار بكرية". وفي مقدمته يطلق على نفسه اسم "أبو بكر الطهراني الأصفهاني"، مما يدل على أنه من أهالي طهران، القرية المجاورة لأصفهان (وليس مدينة طهران). وبحسب ياقوت الحموي (ت. 1229)، كانت طهران مكانًا شائعًا لإنتاج المحدثين.

## الحياة المهنية
ظهر ذكر الطهراني لأول مرة في أواخر عهد الحاكم التيموري شاه روخ (حكم. 1405–1447 م)، والذي خدم تحت إمرته في الديوان الإقليمي. كان في معسكر شاه روخ في الري وقت وفاة الأخير في عام 1447 م. وكان الطهراني في وقت لاحق في أصفهان في وقت اغتيال السلطان محمد بتحريض من أخيه بابور ميرزا حيث استولى على المدينة زعيم قبيلة قره قويونلو جهان شاه (حكم. 1438–1467 م)، الذي عيّن ابنه محمدي ميرزا حاكمًا لها. وسرعان ما دخل الطهراني في خدمته، وعُين إداريًّا.
وكان لاحقًا جزءًا من حاشية محمدي ميرزا وجهان شاه خلال حملاتهما إلى دامغان وخراسان في عامي 1457-1458. وقد كتب شروط معاهدة السلام بين جهان شاه والحاكم التيموري أبو سعيد ميرزا (حكم. 1451–1469 م)، والتي وُقع عليها بحلول نهاية العام نفسه. ومن غير الواضح ما إذا كان الطهراني قد رافق جهان شاه أيضًا أثناء معركته ضد زعيم قبيلة آق قويونلو أوزون حسن (حكم. 1453–1478 م) في عامي 1466/1467، مما أدى إلى هزيمة السابقين. ومع ذلك، فمن المؤكد أن الطهراني أقام في قزوين أثناء الحرب بين أوزون حسن وأبي سعيد ميرزا، على الرغم من أن السبب وراء ذلك غامض.

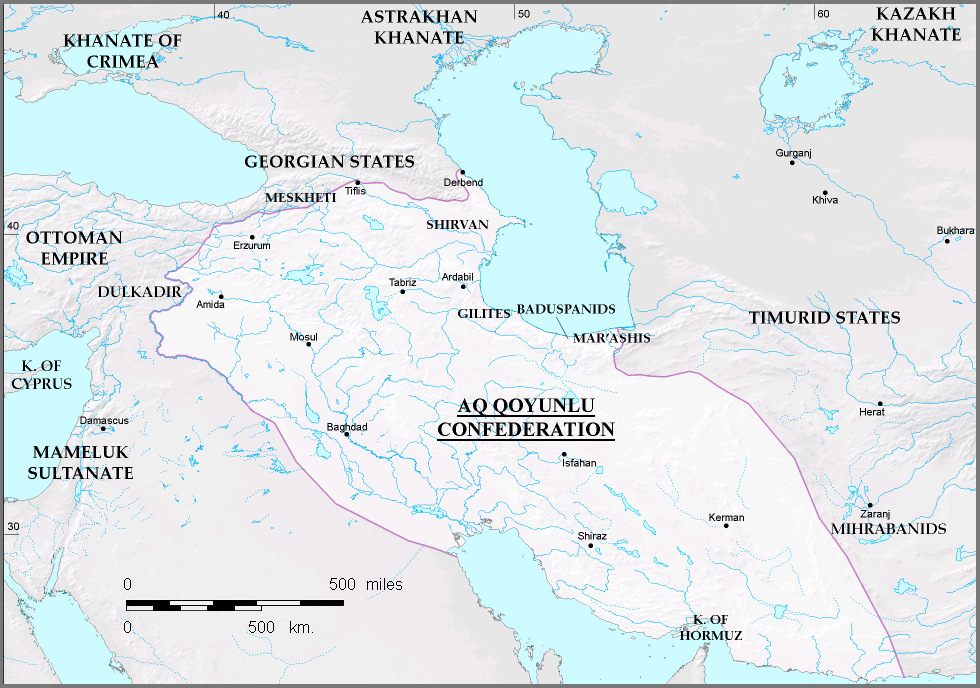
خريطة مملكة آق قويونلو في عهد أوزون حسن (حكم. 1453–1478 م) في عام 1478 م

خلال إقامته في قزوين، التقى الطهراني بمولانا شمس الدين، مبعوث السيد علي بك، حاكم شيراز، الذي كان في طريقه إلى أردبيل للاستسلام لأبي سعيد ميرزا. لكن الطهراني تراجع عن هذا الرأي، وكان يعتقد أن أبا سعيد ميرزا سوف يُهزم في النهاية على يد الآق قويونلو. وتبين أن الأمر صحيح؛ إذ سرعان ما هُزم أبو سعيد ميرزا وقُتل على يد الآق قويونلو. وبعد ذلك استدعاه أوزون حسن إلى بلاطه في أردبيل، ودخل في خدمته في نيسان 1469 م، فأصبح أحد أقرب رفاقه. تُظهر هذه الدعوة أن عزون حسن كان معجبًا بمثل هذه الشخصيات المتميزة.
ولم يقتصر الأمر على الطهراني، فقد انضمت شخصيات أخرى إلى آق قويونلو، بما في ذلك القاضي عيسى ساواجي [الإنجليزية] والأمير ظاهر الدين إبراهيم شاه، الذين كانا مع الطهراني الأقرب إلى البلاط وكثيرًا ما نقلوا قضايا واحتياجات الناس. لقد لعب الطهراني دورًا حيويًّا في تشكيل الصورة الملكية لأوزون حسن من خلال المراسلات الدبلوماسية. وباستخدام خبرته السابقة كمسؤول لدى التيموريين، قام بدمج أيديولوجيتهم الملكية في أيديولوجيات آق قويونلو. وقد ورد ذكر بعض كتاباته في مصادر مختلفة، بما في ذلك وثيقة لعزون حسن في جامع الإنشاء لحسين الهروي، والتي تذكر تعيين يادكار محمد ميرزا حاكمًا على خراسان. ومؤلف الوثيقة هو الطهراني، وإن لم يذكر ذلك. وكتب الطهراني أيضًا الرسالة العربية التي أرسلها حسن أوزون إلى قايتباي، الحاكم المملوكي في مصر، ورسالة أخرى باللغة الفارسية إلى الحاكم القرماني بير أحمد القرماني [الإنجليزية]. ونتيجة لبراعته في الأعمال الإدارية، امتدت شهرته إلى الهند وخارجها، حتى أنه تلقى دعوة من صدر جهان لزيارة الدكن، والتي رفضها.
كما هو الحال بالنسبة لتاريخ ميلاده، فإن تاريخ وفاة الطهراني غير مؤكد. وُضع ختمه في مخطوطة من عام 1481؛ ومن المرجح أنه توفي بعد فترة وجيزة.

## الأعمال
اشتهر الطهراني بتأليف كتاب الديار البكرية، وهو السجل التاريخي الوحيد الذي يروي تاريخ السلالات التركمانية قره قويونلو وآق قويونلو بالتفصيل.